# パティシエール!
『パティシエール!』は、野広実由による日本の4コマ漫画作品。
25歳で女性菓子職人（フランス語でパティシエール）になることを志して料理学校に入学した主人公・まさこと、料理学校の生徒・教師達のまさことの交流を、コメディタッチで等身大に描いた漫画作品である。本項では、続編の『ダブルパティシエール!』についても取り扱う。

## あらすじ
森山まさこは大卒の25歳。菓子職人を目指して四ツ葉製菓専門学校の門を叩いた。自分より6歳若い同級生たちに「ねーさん」や「アネキ」と慕われながら、菓子職人のいろはを学んでいく。

## パティシエール!
『まんがタイムジャンボ』（芳文社）2005年6月号に第1話を掲載。以後、『まんがタイムジャンボ』にて2008年8月号まで、平行して同じく芳文社の漫画雑誌『まんがタイムファミリー』にて2005年6月号から2008年9月号まで連載された。単行本は全4巻であり、1巻は野広の初めてのオリジナル単行本である。
物語は基本的に、コック帽とコックコートに身を包み職人修行に励む生徒や教師達の学校生活を描写しており、コメディ色の強い学園漫画である。
作者である野広の妹が製菓専門学校に通ったことが執筆のきっかけとなっており、料理に関する描写には現実感がある。連載中に料理学校の「エコール辻」へ取材に訪れた際には教師に本作品を読んでもらい、読んだ範囲で間違った描写はないとの言葉を貰った。3巻でまさこがアルバイトを始めるのに合わせ、作者も洋菓子店でアルバイトに挑戦している。
作品の合間に、作者の母親直伝の菓子のレシピを掲載している。

### 登場人物
森山まさこ（もりやま まさこ）
菓子職人を目指して四ツ葉製菓専門学校洋菓子科に入学した主人公。8月13日生まれのO型。美貌と抜群のスタイルを誇る。大らかさと気風の良さで同級生から慕われる。2浪した大学を卒業した後に料理学校へ入学したため連載開始時点で25歳であり、同級生との年齢差に悩むこともある。好きなお菓子はタルト・オ・ポワール（洋なしのタルト）でマフィンが得意。彼女のマフィンは洋菓子科の同級生から特に評判が高い。チラシチェックと通販が趣味でお酒とバーゲンに目がない。特に酒は強く酒豪で長い間呑んでいないとお菓子絡みで禁断症状が発現する事も（と言ってもお菓子に使うリキュール類の事を聞かれてカクテルの種類を答えたりの程度）。趣味と好物は作者のそれである。また、バーゲン好きは実家の妹も同様である。愛称はねーさん、アネキ（主に男子生徒）。
3人姉弟の長女で、そのせいか非常に面倒見が良い。両親とも健在。高校時代に付き合っていた彼のために作り出した事がお菓子作りの始まりだったが、大学時代にその彼の誕生日プレゼントを買うために始めたケーキ屋のバイトにのめり込んだ事で振られてしまった（2浪しているので最低5年のお付き合いだった）。その後卒業後の進路に悩んでいたが、大学3年の秋に親友の律子の後押しもあって四ツ葉製菓専門学校を受験することとなった。
自他共に認める節約家であるが、時にはそれが仇になる事もある（学校でもらった業務用あんこのせいでカバンが壊れたり等）。アルバイトで貯めた生活費が在学中に底を突きかけ、新しいバイトを探す事に。子供の日の食べ歩きの時、最後に行った店「パティスリー・ミナ」で偶然臨時で手伝う事になり、大学時代の経験と、その笑顔で店長に気に入られ、バイトを募集していなかったにも拘わらず即決で採用される。仕事はてきぱきとして客にも好評だが、実は計算の類は苦手。ただし安売りの勘定だけは早い。健康管理に今一問題があり、作中、2度ほど風邪を引いた状態で出席し、2回目はその上がった体温のせいで普段失敗していたパン作りを成功させる。学校で実習で幾種類ものお菓子を作っていくうちに自作のウェディングケーキを作る夢を持つように（ただし実は見栄）。帰省時の母の言動より普通免許所持者らしい。
夏井にホワイトデーにマシュマロを贈られた事が切っ掛けで仲が進展し、卒業時に告白を了承、卒業1年後には付き合うようになっていった。
宮城みか（みやぎ みか）
12月12日生まれのA型。19歳。まさこの同級生。ポニーテール。人好きのする賑やかな娘。流行物に目ざとい。ちなみに志望動機も高校時代にパティシエのドラマが流行っていた事から。好きなお菓子はシフォンケーキ。愛称はミヤギちゃん。ネコ口が特徴。学園祭は販売を担当した。
洋平とはそりが合わない事が多いが、一方で話が合う事も多く、物語が進むにつれていつの間にか意識し始めるようになっていた。終盤、サンマルクの実習中に失敗した事で本当にお菓子作りが好きだった事に気付き、以後は熱心に勉強するようになる。最終的に、洋平の店に従業員として就職する事になった。
手島洋平（てじま ようへい）
5月21日生まれのO型。19歳。まさこの同級生。ケーキ屋「てじまケーキ」の長男。元気者。子供向けのキャラケーキのデコレーションの特訓をした事が高じてなぜかイラストが得意に。特に萌え系キャラが得意で、デコレーション用のマジパンを使ったフィギュアを作る時もある。但しチョコの扱いだけは苦手。好きなお菓子はピティビエ。
描けるジャンルがどんどん広がり、擬人化や萌え絵まで得意になる。更にその研究の副次的効果で、恥じらいポーズが色っぽく演じられるまでに。志村が作ったおっぱいキャンディーのデザインを考案するなど基本的にデリカシーのないところがあるが、一方でノリが良いところがあり、特にみかとは口喧嘩する間柄。また、開けっぴろげな性格が進行し、校内で萌えキャラメモを見せびらかすまでになった。
川原弥生（かわはら やよい）
3月9日生まれのA型。名前の由来も誕生月から。19歳。まさこの同級生。ボブカット。控えめで優しい性格で、断るのも苦手。緊張しやすく自信と自主性に欠け、色々と心配性でもある。特に緊張が強くなると味がわからなくなる事も。志望動機も友達に誘われて説明会に行った時にみかと出逢った事から。料理と手芸が趣味で好きなお菓子はモンブラン。愛称はやよいっち。普段はファミレスでアルバイトしている。初めて行ったカラオケで凄いオンチである事が発覚した。
どちらかと言うとネガティブ思考の傾向であったが、カラオケ初体験の後で実習中に鼻歌を歌うようにしてリラックスできるようになったことで少し自信がつき、卒業アルバムの実行委員に立候補するなど少しずつ積極的になり、さらに卒業旅行で出掛けたフランスで「イサベル」の日本人店長と出会った事で「もっと自分を変えたい。」との決意から留学を決める。
植竹理奈（うえたけ りな）
4月5日生まれのB型。19歳。まさこの同級生。髪も背丈もショートで子供っぽいが、恐ろしいほどに負けず嫌いであり、物怖じしない言動で、まさこを和ませたり焦らせたりする。趣味はゲームだが、お菓子作りも好きで、家族にもよくお菓子を食べて貰っており、志望動機もまさにそれである。初めてお菓子を作ったのは小2の時で、クッキーを作った…はずが、パイになっていたらしい。好きなお菓子はダックワーズ。ミントの匂いとピーマンが嫌い。ただし、出されたものは最後まで食べる（おにぎりのおかずを忘れた時に、まさこからピーマンの肉詰めをお裾分けされた事から、クラスメイトからピーマン攻勢を受けた事があり、この時は洋平が「逃げたら負けだぞ」と煽ったせいもあるが、結局制覇している）。男子生徒（特に洋平）からはワガママと思われているが、卒業近くには打ち解けている。愛称は植竹ちゃん。
4人姉妹の末っ子。更に全員容姿がそっくりということで、学校祭の時、みかに増殖したと勘違いされる。3人の姉が誕生日も近いと言う事もあってバースデーケーキもいつも4人で1つしか作って貰えなかった事もあり、クラスメイトがバースデーケーキを製作してくれた時には少し照れるような感じで感動していた。入学前に行った旅行で「空とぶだんご」（厳美渓の「郭公だんご」）を見た事があり、そのパフォーマンスを実演してみたいと思っている。
宮本絵里（みやもと えり）
11月2日生まれのA型。23歳。まさこの担任。クールであまり表情を出さず、授業を冷静にテキパキと進行し最後まで手を抜かない。が、時には遊び心も見せ、授業で当たり付きの棒アイスを作った事もある。まさこより年下のため、初対面時はまさこにタメ口を利かれたが、直後に講師と判明し、逆にまさこがビビることになった。以後は時々失敗しがちなまさこをいじる事が多い。密かに可愛いもの好き。特にネコが大好きで、自身も飼っている。自身もネコ口で、さらに職員机の中には愛猫の写真のファイルが大量に入っている。趣味は餌付けで、生き物に餌をやると際限なく食べさせてしまう性格（動物や子供が無心に食べてるのを見ると癒される）のため、愛猫も肥満体。その愛猫が行方不明になった時には、洋平と理奈に尋常ではない量の食事を与えて気を紛らわせていた（まさこが絵里を気遣って考えた奇策）。痛恨の出来事は携帯のネコ写真データをうっかり失くしてしまった事。好きなお菓子はオペラ。
助手時代から隣に立つだけで居眠りしてる生徒を起こしたりと優秀であり、目力も強く元ヤンの大垣をもたじろがせる事がある。学園祭の日は大垣が言いふらした事が原因でウェイトレスのコスプレをやる羽目に。その逆襲に夏井が淹れたお茶の温度に難癖を付けた大垣にオーブンで200度で温めたお茶や糖液にして180度まで温めたお茶を出した事も。ペット関係の資格を取る夢を持っている。まさこ等の卒業前には机の上が愛猫モデルのグッズでいっぱいになるほどに。
夏井一樹（なつい かずき）
9月30日生まれのAB型。28歳。教員。甘い物が大好きで、試作品は全て腹の中に収める。食べ歩きが趣味で、近隣では伝説のケーキ屋荒らしとしても知られている。好きなお菓子はショートケーキ（ホールで）。学園祭ではウェイターのコスプレをした（本人は結構乗り気だった）。職員机の中には大量のお菓子が分類されて入っている。
まさこに気があり、在学中はかわされっぱなしだったが、まさこにホワイトデーにマシュマロをプレゼントしてしまった事が切っ掛けで（マシュマロの「嫌い」と言う意味を知らなかった事が原因の誤解から）徐々に進展し、卒業式の日に抱えきれないほどの大量のバラと一緒に受け入れられ、結果的に付き合うようになった。自分の結婚式でウェディングケーキを丸ごと食べるのが夢。
大垣義雄（おおがき よしお）
2月1日生まれのB型。40歳。教員。車好きでギターが趣味。実は元ヤンキーで、以前は改造バイクを、現在は赤いスポーツカーを保有している（ただしエンジンは少しいじっている）。本気のドス声で洋平がビビったこともある。好きなお菓子はシュークリーム。実は愛妻家で、結婚15年。夢は定年後に車で旅に出る事。
佐々木律子（ささき りつこ）
4月26日生まれのO型。25歳。まさこの友人。歯科衛生士。まさこ以上にスタイル良し。まさこにパティシエへの道を勧めたのは彼女である。愛称はりっちゃん。食後の歯磨きと旅行が趣味で白い歯が自慢。その輝きは時には子供までも虜にするほど。自分の勤める歯科で勝手にまさこの治療の予約を入れたり、口内写真を携帯で撮るなど、口内衛生に関しては容赦がない。物覚えがいいため、冗談でパティシエにちょっとだけ色目を見せた時にはまさこが本気で嫌がっていたほど。作者は最終回に出せなかった事を心残りに思っている。
川口（かわぐち）
洋平の友人で、いつもつるんでいる。早とちりで見栄っ張り。自意識過剰の気がある。学園祭では販売を担当。将来はカフェを開く夢を持っている。子供の日ケーキ用にきかんしゃケーキを提案したり、こいのぼりクッキーで家長の存在感を主張したりと、意外に古風なこだわりを見せるところがある。
志村（しむら）
洋平の友人で、川口と並ぶ3バカトリオ。天然ボケで鈍く、いつも反応が遅れ、川口と会話が成立しない（学園祭の準備の時は洋平が別の班になったため、まさこに取り持って貰っていた）。但しツッコミだけは異常に早い。クリスマスパーティーの際にこの3人でケーキを分担するようにみかに言われた時には、ケーキを3工程で分担するという恐ろしいボケを披露した事もある（洋平：スポンジ、川口：果物、志村：クリーム、しかも製作中）。が、実はセンスが良く、飾り付けは大の得意。洋平と並んでデザインが得意で子供の日ケーキ用に怪獣のデザインをした事もある（元はアンキロサウルスっぽい）。学園祭用シュガークラフトのデザインの取り纏めも担当した。ホワイトデーのお返し用にキャンディーを作った時はミルク味だけおっぱいデザインにした事もある（デザインの発案者は洋平）。
居酒屋でバイトをしている。普段、ストレスが溜まりやすいのか、黒い一面を抱えている。
洋菓子科製パン講師
四ツ葉製菓専門学校の講師で、眼鏡を掛けた丸顔の人当たりの良さそうな先生。準レギュラー的に登場回数が多いにも拘わらず、講師の中では彼だけ本名も詳しいプロフィールも明らかにされていない。
隣の奥さん
まさこのアパートの隣に住んでいる女性で、1児の母。まさこのクラスメイトと出会った事で、子供を4人にする野望を抱いた。まさこの部屋の左隣に住んでいるようで、右隣の奥さんは容姿が異なっている。
まさこの母
まさこの実家の母で、母の日を要求したり、クリスマスに帰省するまさこにクリスマスケーキを作らせたりと自己主張が強い。また冬休みに帰省中のまさこをこき使ったりと人使いが荒い。まさこのアパートの鍵を持っており、母の日に送られてきたデコレーションケーキの写真メールを見て、部屋まで食べに来た事もある。家事はどちらかと言うとずぼらで、その性格はまさこも引き継いでいる。食べ物デザインの家具を買い集めたりと意外とミーハーなところもある。ジョンという犬を飼っている。
洋平の父
町のケーキ屋さん「てじまケーキ」の店長で、洋平の父親。
他人と同じ事をする事が嫌いで常に新しいメニューに挑戦するも、進み過ぎて外すタイプ。店は夫人の趣味でファンシーな作りが強調されている。洋平に関しては未熟であると思っているらしく、誕生日のケーキの飾り付けも簡単にOKを出さなかった（結局自分が仕上げた）。ロールケーキが得意で、店の看板メニューになっている。牛丼が好物。
店長
まさこのバイト先「パティスリー・ミナ」の店長。子供の日にバイトの1人が寝坊していたため手が回らず困っていたところに、顔を出してきたまさこの笑顔と応対、手際の良さに惚れ込み、バイトの募集をしていなかったにも拘らず即決でまさこを雇った。まさこの作業スピードを密かにストップウオッチで計って楽しんだりしている。

### 作中取り上げられた菓子類
- カスタードプディング（プリン）
- パン
- マルチパン（マジパン）
- スワン（シーニュ）
- タルト・オ・ポワール
- ブッシュ・ド・ノエル
- パート・ド・フリュイ
- チョコレート
- マーブルケーキ
- グラニテ
- 棒アイス（当たり付き）
- シュークリーム
- ババ・オ・ロム
- コーヒー
- バウムクーヘントルテ
- チョコレートファウンテン（作中、「チョコフォンデュ」と誤記）
- クレープ
- サントノレ
- タルト・オ・ポム（名称のみ）
- モンブラン
- ガトー・オ・フレーズ（「イチゴのショートケーキ」として紹介）
- タルト
- ガレット・デ・ロワ
- タルト・タタン
- クッキー
- ダクワーズ（ダックワーズ）
- シトロン（レモン）ムース
- ドーナツ
- チーズケーキ（ベイクド・スフレ・レア）
- トゥルト・フロマジュ
- ミルフィーユ
- バンブルムースジュレ
- シュガークラフト
- アマーン・オ・ショコラ
- マカロン・ムー
- エクレア
- ジンジャーマンクッキー
- ハードロール
- ギモーヴ（マシュマロ）
- フリュイ・デギゼ
- ポワソン・ダブリル
- 菓子パン（あんパン・メロンパン・クリームパン）
- サンマルク
  - この他にも飴細工を始め、数種類の菓子について触れられている。また、中には同じ菓子が何回も取り上げられた事もある。

### エピソード
- 作中、当時「ナムコ・ナンジャタウン」で開催されていたイベントが休日ネタに使われている。イベントの途中で、洋平達男衆3人がケーキ以外（佐世保バーガーや餃子）のものを食べて満腹になるエピソードがある。同回ではトルコの伸びるアイスも紹介されている。

## ダブル パティシエール!
『パティシエール!』の続編。『まんがタイムジャンボ』にて2008年9月号から2010年3月号まで、平行して『まんがタイムファミリー』においても2008年9月号から2010年3月号まで連載された。単行本は全2巻。
まさこが四ツ葉製菓専門を卒業した3年後が舞台となっている（その為、まさこは28歳）。本作（以後「W〜」）では新たにもう1人の主人公として、新人のかほ（通称「ニー本」）や、マスターを始めとする新たなレギュラーが登場する他に、前作『パティシエール!』のレギュラー陣も時々登場している。「W〜」は題名ロゴが大きく一新されると同時に内容もストーリー性の強い連作4コマとなっている。なお、続編のタイトルロゴが前作の面影を残さないほどに大きく作り替えられるのは極めて稀なケースである（コミックスのタイトルロゴはスタイリッシュ、且つファッショナブルなデザインに改められており、女性2人が主人公である事を強く意識したものになっている）。

### 登場人物
情報はコミックス1巻までのもの（2009年10月現在）。
吉本果歩（よしもと かほ）
本作の主人公。23歳。小さい頃はケーキ屋さんに憧れていた。就職予定だった内定先の会社が倒産してしまい、恋人だった春馬に頼り切って1年5ヶ月もの間ニート生活をしていたために、立ち寄った先のケーキ屋のイートインコーナーで愛想を尽かされた春馬に一方的に破局を宣告され、食べていたケーキをもショックでダメにしてしまった。その代わりに差し出されたピンクグレープフルーツのムースと応対してくれたまさこに感動し、さらにそのケーキを作ったのがまさこである事を知らされた事で立ち直ろうと思い立ち、「パティスリー・ノワ」のバイトに応募する。元がニートだったため「パティスリー・ノワ」の店長から「ニー本」と言う不本意なあだ名を付けられてしまう（「ニートの吉本」の略称）。ロングヘアで仕事中のヘアスタイルは下分けのツインテール。一度だけ上の方でツインテールにしていた事があるが、店長から「ねーだろ」と言われて止めたとの事。なお、家ではポニーテール（学生時代の髪形もそうだった コミックス1巻内表紙カット参照）。
元々志望先が外資系の企業だった為、英会話教室に通っていた事もあって日常会話くらいなら話せる。「ゲロタン」と言うカエルのキャラがお気に入り（はまったのはニート時代）。実は密かにいいサイズの胸の持ち主ではあるのだが、同期の堂本には「胸が貧相」として相手にされていない（一番の貧乳はまさこの製菓時代の同級生の宮城みか）。まさこと一緒に働いていくうちに、パティシエールとしての喜びに目覚めていく。
店長のダメ元の発案でケーキショーの県大会のコンテストに同期の堂本と一緒に出品するも、あえなく選外になった事が原因で自信を失くし、まさことも口論の末に店を飛び出してしまう。
森山まさこ
前作『パティシエール!』より引き続いて出演の主人公。前作の3年後なので28歳。
在学中は失敗続きの場面が多かったが、本作ではむしろバイト時代からの有能なパティシエールとしての面が強調されている。卒業してから就職先に悩んだ時期があり、その時に立ち寄った店で様々な年代の客層が訪れている事に感銘を覚え、現在の就職先を選んだ。将来は出身地の方に「街の美味しいケーキ屋さん」を開くという明確な目標を持っている。ただし、3年経った現時点においても一樹との結婚には未だ至ってはいない。目下の悩みは、その一樹が甘いものを大量に食べる事であり、本人には控えめにして欲しいと思っている。相変わらずの倹約家であり、特売のチラシチェックも相変わらず店に持ってきてまでしている有様。
果歩との出会いと彼女のバイトを機に、自分を見つめ直して新鮮な気持ちを取り戻したりもしている。ケーキショーのコンテストでは銅賞に甘んじる。その折、自信を失くした果歩と口論の果てに彼女のクビを宣告してしまうが、内心では店に戻ってきて欲しいと思っている。
堂本豊（どうもと ゆたか）
果歩と同期の「パティスリー・ノワ」店員でまさこの後輩にあたる四ツ葉製菓専門の卒業生で果歩より年下。今風のイケメンだが、気分転換に堂々とエロ本（ただし、作中の表現ではセクシーグラビア誌レベル）を読むと言う困った性格。曰く、彼のエネルギー源とのこと。店の菓子用のラックにエロ本を入れている事もある。
果歩の事をライバル視しており、一方でまさこに憧れている。エロ本を日常的に見ている事もあって、巨乳好き。果歩もいいサイズ（普通よりは幾分はあるらしい）なのだが、好みのサイズには満たないようで、「胸が貧相」と思っている。しかし、夜中に女性一人で帰るのは危険だと果歩を自転車で送るような気配りも見せる。
店長の末娘のすぐりと仲が良く、からかう事もあり、その都度手痛い仕打ちを受ける羽目に陥っている。デザインセンスに難があり、ポスターなどは1回でOKが出た例しがない。果歩と一括りで店長に「本々コンビ」と命名された。ケーキショーでは選外に甘んじた。実は背が低いことを気にしているらしい。
乃輪哲也（のわ てつや）
本作の主な舞台である「パティスリー・ノワ」の店長で、店員達から「マスター」と呼ばれている。
ケーキ作りの腕は確かで、客の嗜好もメニューに採り入れるなど柔軟性もあるが、末娘のすぐりを猫可愛がりし、しかもすぐりの事となると性格が一変する超親バカである。果歩を「ニー本」と呼び始めたのもこの人。まさこの彼氏が「伝説のケーキ屋荒らし」である事を見抜いた。
藤川春馬（ふじかわ はるま）
果歩の元彼。学生時代から果歩と付き合っていたが、果歩が1年5ヶ月もの間ニート生活にどっぷりだった事で愛想を尽かし、別れた。クールで甘い物好き。時々「パティスリー・ノワ」に顔を出している。コミックス1巻のカラー扉ページには在学中、果歩と仲が良かった頃が描かれている（当時の果歩はポニーテールだった）。名前の由来は俳優の三浦春馬（コミックス1巻内表紙「キャラクター裏情報」より）。
乃輪すぐり（のわ すぐり）
「パティスリー・ノワ」の店長の末娘で、小学5年生。店の忙しい時期にお手伝いに来るようなしっかり者だが、コスプレが趣味で、初登場時は（時期的にハロウィンの頃だったため）魔女のコスプレで登場した強者。何かにつけてコスプレをしたがり、まさこにマジパン細工のモデルに選ばれた時も悪魔（虫歯菌?）の衣裳を着ようとしていた。コミックス1巻の折り返しでは、堂本のコスプレをしている。趣味が渋くマニアックで、お年玉で地方の銘菓をお取り寄せしたいと思っている。ゲロタンが好きで、そのため果歩と趣味が合う。初対面の時果歩を「ニー本さん」と呼んだ（父親である店長からそう教えられていたらしい）。
片思いの男の子が同じクラスにおり、時々家に来ているらしいが、その度に追い返されているらしい。果歩のことは心の底から気に入っており、突然店に来なくなった事を心配し、早く戻ってきて欲しいと思っている。
実は1巻P37で苗字を間違えて名札に書いてあるシーンがある。名前の由来はカシスの和名（クロスグリ）からで、苗字の方はフランス語で「実」を意味する。
夏井一樹
まさこの彼氏で、交際2年目（卒業後1年経ってから正式に付き合い始めたので）。「そろそろ、まさことの結婚を」と考えてはいるが、一向に進展しないのが悩み。甘い物を大量に食べることと、まさこに甘いことについては相変わらずで、ホワイトデーにまさこに対し、まさこがモデルの等身大の天使像の飴細工を贈ったりしている。起き抜けにクリスマスケーキ1ホールを平らげた事もある。一方でまさこが仕事上での失敗を切り出すと、途端に本職の立場が出てしまう。県内全部の店を食べ歩いた事が自慢であり、その為県内の職人のレベルの高さはとっくの昔に周知済みで、ケーキショーに出品するまさこに釘を刺したりもしている。甘い物に対する執着も相変わらずであり、その為近くでお菓子を食べたりすると優しい顔で無言のプレッシャーをかけたりする。
佐々木律子
まさこの高校時代からの親友。歯科衛生士3年目。最近の趣味はまさこ弄り。彼氏が居るが、結婚しているかは不明。
手島洋平
まさこの専門学校時代の同級生。相変わらずまさこを「アネキ」と呼んで慕っている。店を継いで店名を「TEJIMA」に変えた上、注文すると萌えキャラのデコレーションを付けるようになった。更に金賞を取ったケーキショーのマジパンの出品作品も萌えデコであり、色々な意味で洋菓子の可能性を広げたと言える。
宮城みか
まさこの専門学校時代の同級生。「TEJIMA」で従業員として働いている。洋平との関係に進展はないが、その事については本人よりもまさこの方がショックを受けていた。
果歩の母
職人の仕事に理解がなく、果歩には厳しい職人の仕事は無理であると考えており、普通の会社に就職して欲しいと思っている。しかし、仕事をしなかった果歩の事を心配していた事もあり、ケーキ屋でのバイト自体は認めている。果歩の実情は知らず、ぽやっとしていると思っている。
果歩の父
菓子全般に理解がなく、おまけにデリカシーもない。日本酒と落花生が好物。
川原弥生
まさこの専門学校時代の同級生。第1巻までにはP110の写真でのみの登場に留まっている。母校の四ツ葉製菓専門学校の講師になった模様（ただしP66にて仄めかされてはいるが、それが誰かまでは特定されていなかった）。
- この他、「パティスリー・ノワ」の厨房の職員が第1巻P16より登場しているが、この時点ではまだ名前は判明していない（正式に登場人物として定着するのは2巻収録予定分において）。

## 単行本
いずれもまんがタイムコミックスより刊行。全巻を通して単行本に掲載されているお菓子の写真は、野広自身による手作りの物のほか、野広の知り合いのお菓子屋「パティスリー・アンジュ」の店員の手による物で構成されている。
- パティシエール!

1. 2007年1月9日発売 ISBN 978-4832265165
2. 2007年5月7日発売 ISBN 978-4832265417 ※菓子職人を目指す契機となったエピソードが3ページ分描き下ろされている。
3. 2008年1月8日発売 ISBN 978-4832266001 ※帯にパティシエである高木康政の推薦文が掲載されている。
4. 2008年12月6日発売 ISBN 978-4832266964

- ダブルパティシエール!

1. 2009年10月7日発売 ISBN 978-4832267855
2. 2010年5月7日発売 ISBN 978-4832268463